# Martin Kühner
Martin Kühner (* 15. Oktober 1980 in Speyer) ist ein deutscher Leichtgewichtsruderer. 2009 wurde er Weltmeister im Vierer ohne Steuermann.
Martin Kühner startet wie sein Zwillingsbruder Jochen für den RV Saarbrücken. 2006 waren die beiden Brüder als Ersatzleute für die Weltmeisterschaften nominiert. 2007 gewannen sie Silber im Leichtgewichts-Zweier. 2008 qualifizierten sich die beiden zusammen mit Bastian Seibt und Jost Schömann-Finck mit dem Leichtgewichts-Vierer ohne Steuermann für die Olympischen Spiele in Peking.
2009 und 2010 gewann er zusammen mit seinem Bruder bei den Deutschen Meisterschaften im Leichtgewichts-Zweier ohne.
Der 1,86 Meter große Martin Kühner ist von Beruf Polizeikommissar.

## Internationale Erfolge
- 2002: 5. Platz World Under 23-Regatta im Leichtgewichts-Vierer ohne Steuermann
- 2007: 2. Platz Weltmeisterschaften im Leichtgewichts-Zweier ohne Steuermann
- 2009: 1. Platz Weltmeisterschaften im Leichtgewichts-Vierer ohne Steuermann
- 2010: 1. Platz Europameisterschaften im Leichtgewichts-Vierer ohne Steuermann
- 2010: 1. Platz Weltmeisterschaften im Leichtgewichts-Achter